# In Concert Volume One
In Concert Volume One es un álbum en vivo colaborativo del trompetista Freddie Hubbard y el saxofonista Stanley Turrentine. Se publicó a mediados de junio de 1974 a través del sello discográfico CTI Records.

## Grabación y contenido
In Concert Volume One contenía dos temas, cada uno de 19 minutos. Las interpretaciones de In Concert Volume One se grabaron el 3 de marzo de 1973 en el Chicago Opera House y la noche siguiente en el Ford Auditorium. El álbum también cuenta con actuaciones del pianista Herbie Hancock, el bajista Ron Carter, el baterista Jack DeJohnette y el guitarrista Eric Gale.

## Recepción de la crítica
Derek Ansell de Jazz Journal declaró: “El sexteto está en buena forma, Hubbard suena fuerte y confiado en su nuevo papel como un competente proveedor del nuevo estilo de jazz-rock”.
Syd Fablo de Rock Salted escribió: “Un álbum de jazz fusion en vivo realmente, realmente bueno – aunque extrañamente pasado por alto – comparable a The Black Messiah de Cannonball Adderley y Ethiopian Knights de Donald Byrd, lo que quiere decir que no es formal ni estilísticamente innovador, pero todos los involucrados ofrecen actuaciones magníficas con un enfoque en la calidez y el corazón”.

## Lista de canciones
Todas las canciones compuestas por Freddie Hubbard. 
Lado uno
1. «Povo» – 19:11

Lado dos
1. «Gibraltar» – 19:13

## Créditos y personal
Créditos adaptados desde las notas de álbum de In Concert Volume One.
Músicos
- Freddie Hubbard – trompeta
- Stanley Turrentine – saxofón
- Herbie Hancock – piano
- Ron Carter – bajo eléctrico
- Jack DeJohnette – batería
- Eric Gale – guitarra

Personal técnico
- Creed Taylor – productor
- Charles Buchanan – ingeniero de audio
- Rudy Van Gelder – mezclas